# Тарнавський Петро Іванович
Єпископ Петро (Тарнавський) (у миру: Петро Іванович Тарнавський, 26 червня 1873 Звенигородський повіт — 2 вересня 1938, концтабір ГУТАБ СРСР) — український церковний і громадський діяч. Єпископ УАПЦ. У 1919 р. був у складі ініціативного Комітету мирян і священників українського походження в Московській патріархії РПЦ з метою перекладу молитов і текстів богослужіння на сучасну українську мову. 22 травня 1919 р. в Нікольському військовому соборі в Києві брав участь у першому богослужінні українською мовою (див. «Хронологія заборон української мови»).
Жертва сталінського терору.

## Життєпис
Народився в селянській родині у Звенигородському повіті Російської імперії (тепер — Україна). Його батько — дзвонар церковного причту, сторож. Завершив навчання у духовному училищі і семінарії Києва, та в 1897 р. у Київській духовній академії зі ступенем кандидата богослов'я.
До 1916 р. був викладачем Київської духовної академії, ієрей Російської православної церкви Московської патріархії. Працював в Київській 8-й гімназії вчителем Закону Божого (християнської етики). Домовласник — провулок Фьодоровський № 8 (Київ).
12–18 червня 1917 р. стає делегатом Київського єпархіального українського з'їзду, на якому обирається членом Київської церковної єпархіальної ради від священиків. У червні того ж року обраний у члени Комісії для скликання Першого Всеукраїнського з'їзду духівництва. З листопада того ж року — член Всеукраїнської православної церковної ради (ВПЦР), яка очолила автокефальний рух в Україні і провела підготовку до Всеукраїнського православного церковного собору (ВПЦС). Бере участь у засіданні Організаційного Комітету у справі скликання ВПЦС 6 грудня 1917 р.. Входить до складу делегації ВПЦР 22 грудня 1917 р. до Київського митрополита РПЦ МП Володимира. У січні і червні-липні 1918 р. брав участь у роботі 1-ї й 2-ї сесій ВПЦС. Співпрацював з Директорією УНР результатом чого стало 1 січня 1919 р. проголошення закону про Автокефалію УПЦ.
З 1919 р. — священник с. Баришівки Полтавської губернії. А з 17 квітня 1919 р. — член ВПЦР нового складу. У тому ж році входить до складу ініціативного Комітету мирян і священиків українського походження в Московській Патріархії РПЦ з метою перекладу молитов і текстів богослужіння на сучасну українську мову. 22 травня 1919 р. у військовому Миколаївському соборі в м. Києві брав участь у першій відправі служби Божої українською мовою. На зборах 3-ї української православної парафії Софійського собору у Києві у червні-липні 1919 р. обраний настоятелем релігійної громади.
22–26 травня 1921 р. — делегат Українського православного церковного собору на Київщині, де був піднесений у сан протоієрея. Як учасник ВПЦР 5 травня 1922 р. — стає настоятелем Старокиївської парафії при храмі святої Софії. Їздить Київщиною для згуртування священиків (Обухів, Бориспіль й ін.), «куркулів» (фермерів), українських монархістів навколо розбудови самостійної української держави. 14-30 жовтня 1922 р. є делегатом (серед 472 делегатів) ВПЦР.
21 вересня 1923 р. у Софіївському соборі Києва висвячений у сан єпископа УАПЦ. Під тиском спецслужб ВЧК-ОГПУ-НКВС змушений відійти від служіння в УАПЦ.
1924 р. — співзасновник братства Діяльно-Христова Церква (ДХЦ) або «живісти» під орудою комуністичного режиму. У тому ж році керував заснованою Богословською школою УАПЦ. У ДХЦ — заступник голови губернської Ради братства, яке проводило розкольницьку лінію в УАПЦ. Але 11 лютого 1924 р. під тиском інтриг спецслужб проголосив відозву з вимушеними наклепами на настоятеля УАПЦ Василя Липківського. У тому ж році стає настоятелем Михайлівського золотоверхого монастиря в Києві.
З 1925 р. — голова Ради братства ДХЦ. А 11 лютого того ж року за рішенням Вищого церковного суду його виключено зі складу УАПЦ. Бо висловив підтримку і визнання позитивності атеїстичного фанатизму влади в харківській газеті «Комуніст» 24 жовтня 1925 р.. Бере участь у Малих зборах ВПЦР 28-30 грудня 1926 р. з метою приєднати ДХЦ до УАПЦ. У листопаді 1927 р. розкаявся і вернувся в лоно УАПЦ.

### У концтаборах
А на початку 1930 р. заарештований зі звинуваченням у залученні українських селян до ідей приватної власності та побудови «Самостійної України», бо «закликав до самостійної держави Україна без Москви». Під тиском державної спецслужби залишив служіння в УАПЦ у 1931 р. в обмін на звільнення з ув'язнення. Працював архіваріусом діловодства народного суду 2-ї ділянки Кіровського району (тепер «Печерський» район) м. Києва, секретарем «СудоЛіквідКому» Ленінського району (тепер «Старокиївський» район) м. Києва. Мешкав по вулиці Воровського № 8 кв. 36 (Київ). Був на богослужіннях — на розі провулку Рильський та Стрілецької.
Улітку 1936 р. заарештований за підозрою у «підпільному сповідуванні релігії під прикриттям світської роботи» (потай молився); у «веденні антирадянської агітації серед вірян, використовуючи проповіді проти керівників радянської влади»; за «зустріч О. Керенського» з «Союзом робітників» (есерами) у 1917 р. в Києві, на якій виступав від імені духівництва; за зв'язки з урядом С. Петлюри, за заклики «утворювати самостійну державу Україну без окупантів» та інтервентів, за активну діяльність «в антирадянській націоналістичній організації повстанського підпілля з метою повалення радянської влади», за зв'язки з хоровою капелою О. Кошиця у США (у справах є вказування на «активну церковницю» Єлизавету Кошиць та Анатолія Кошиць), за його контакти з архієпископом Полікарпом Сікорським (Польща), за зв'язки з сином Анатолієм, за контакти з єпископом Левицьким — також за заклики «об'єднати всіх українців та українок для спасіння християнської віри і національної держави від комуністів» у листуванні з рідним братом Іваном на еміграції у Франції, з українською діаспорою в Чехословаччині і Польщі (куди повідомляв про гоніння на релігію й свободу совісті), за пересилання новин про стан життя в СРСР. З нього на допитах «вибили зізнання», що він у 1922 р. фактом прийняття священства став «активним членом і керівником контрреволюційної націоналістичної організації підпільно повстанської» (архівні документи допитів забризкані кров'ю)…на кожному аркуші він підписався, що Василь Липківський та всі священики є «агентами української націоналістичної антирадянської організації». Про рівень їх кваліфікації в області юриспруденції і криміналістики можна справити враження з протоколу арешту і допиту, де в графі «особливі прикмети» Тарнавського П. ними записано одне слово — «священик»…
Крім того, комуністичний режим вважав загрозою для себе його піклування про формування в Україні національного державного уряду, котрий дбав би за свій народ, де стояли б на чолі українського народу тільки «наші люди — українці». 13 травня 1938 р. «оперативним стеженням» НКВС-КДБ був визнаний як «священик професіонал». І був знову заарештований 30 квітня 1938 р. для заслання у радянський концентраційний табір (за статтями 156, 54 пункти 8-11), утримувався в Київській в'язниці «Лук'янівка», і 29 серпня того ж року «особливою трійкою» спецслужби НКВС по Київській області (відділ УДБ) винесено таємний вирок без суду та дотримання процесуальних норм вбити священика. І 2 вересня 1938 р. розстріляли.
На момент арешту був одружений.
А 16 січня 1989 року на підставі статті № 1 Указу Президії Верховної Ради СРСР «про додаткові заходи з відновлення справедливості у відношенні до жертв репресій що мали місце в період 1930—1940 рр. і на початку 1950-х рр.» він реабілітований як «жертва політичних репресій» (посмертно).